# Branchiomma bombyx
Branchiomma bombyx är en ringmaskart som först beskrevs av Dalyell 1853. Enligt Catalogue of Life ingår Branchiomma bombyx i släktet Branchiomma och familjen Sabellidae, men enligt Dyntaxa är tillhörigheten istället släktet Branchiomma och familjen Sabellariidae. Arten är reproducerande i Sverige. Inga underarter finns listade i Catalogue of Life.